# Colom imperial de Pinon
El colom imperial de Pinon (Ducula pinon) és una espècie d'ocell de la família dels colúmbids (Columbidae) que habita zones amb arbres de Nova Guinea, illes Aru, Raja Ampat, D'Entrecasteaux, Louisiade, i altres illes de la zona.